# Strobilanthes fruticosa
Strobilanthes fruticosa är en akantusväxtart som först beskrevs av Chatterjee, och fick sitt nu gällande namn av Walter John Emil Kress och Defilipps. Strobilanthes fruticosa ingår i släktet Strobilanthes och familjen akantusväxter. Inga underarter finns listade i Catalogue of Life.